# Кіреєв Володимир Анатолійович
Володимир Анатолійович Кіреєв (нар. 2 серпня 1958, Новочеркаськ, СРСР) — радянський та російський футболіст, півзахисник, український політик.

## Життєпис
Вихованець дитячо-юнацької команди «Зірочка» (Новочеркаськ), тренер Костянтин Васильович Горячев та ОШІСП-10 (Ростова-на-Дону), тренер Володимир Назарович Гаврилов. У 1974 році провів два матчі за дубль краснодарської «Кубані». З 1975 року — у складі одеського «Чорноморця». Єдиний матч за команду у вищій лізі провів 15 квітня 1977 року — в гостьовому поєдику проти «Торпедо» (0:1) вийшов на заміну на 60-й хвилині замість Андрія Карпюка і на 85-й хвилині був замінений на Віталія Шевченка. У 1978 році провів три гри в першій лізі за СКА (Одеса), в 1979 році в другій лізі зіграв одну гру за «Автомобіліст» (Тирасполь) і 15 — за «Поділля» (Хмельницький). Факт виступів за «Ростсельмаш» в 1979-1980 роках одними джерелами підтверджується, а іншими — не підтверджується. У 1980 році грав за дубль СКА (Ростов-на-Дону), в 1980 році — у складі дубля «Чорноморця», також виступав за «Атоммаш» (Волгодонськ). У 1983 році виступав за іншу команду другої ліги — «Салют» (Бєлгород), у 1984 провів чотири матчі у вищій лізі за ростовський СКА. У 1985 грав у першій лізі за «Крила Рад» (Куйбишев), а в 1986 році — в другій лізі за «Суднобудівник» Миколаїв, у 1987 році — в першості КФК за «Динамо» (Одеса).
У 1982 році закінчив Одеський державний педагогічний інститут імені К. Д. Ушинського за фахом учитель фізичної культури. З 1982 року працював інструктором з питань спортивної підготовки в ДСК «Водник». З 1987 року працював в системі Міністерства внутрішніх справ Радянського Союзу. У 1990-1995 роках — директор торгово-промислового кооперативу «Одеса», в 1995-1997 роках — комерційний директор ВАТ «Спартак». З 2010 року — директор ТОВ «Спартак-Південь».
З 1997 року член Всеукраїнського благодійного фонду соціального захисту працівників правоохоронних органів, учасників бойових дій в Афганістані та членів їх сімей Каскад.
З 1998 року - депутат Одеської міської ради V скликання від блоку Едуарда Гурвіца «Наша Одеса» (як член партії «Собор»).
Депутат Одеської міської ради V, VI скликань від Партії регіонів.
З жовтня 2015 року депутат Одеської міської ради VII скликання, член фракції «Довіряй справам».
У 2001 р за внесок у духовний розвиток України нагороджений орденом Святого Володимира Рівноапостольного ІІІ ступеня.